# Timandra vibicaria
Timandra vibicaria är en fjärilsart som beskrevs av Hüfnagel 1767. Timandra vibicaria ingår i släktet Timandra och familjen mätare. Inga underarter finns listade i Catalogue of Life.